# Fogliano Redipuglia
Fogliano Redipuglia (Foiàn Ridipùia in dialetto bisiaco; Foian Redipulie in friulano, Foljan Sredipolje in sloveno) è un comune italiano sparso di 2 978 abitanti del Friuli-Venezia Giulia. Comprende le frazioni di Fogliano (sede comunale), Redipuglia (che ospita il sacrario militare di Redipuglia) e Polazzo.

## Geografia fisica
Il territorio comunale, posto sulla sponda sinistra del fiume Isonzo, si estende sulle prime propaggini dell'altipiano carsico. È collocato nel territorio della Bisiacaria.

## Origini del nome
Il toponimo Fogliano probabilmente deriva dal latino Folianus (formazione prediale da Folius + anus), il toponimo Redipuglia deriverebbe dal latino praedium Pullianum o Rodopuglum, sebbene sia diffusa la tesi per cui derivi dall'altomedioevale slavo Rodopolje (poi Radopolia, che significa campo dissodato) che tuttavia a sua volta deriva dalla pregressa denominazione latina da cui anche lo sloveno moderno Sredipolje, mentre è di origine latina Polazzo che nei documenti antichi veniva indicato come Palatium o Palaz.
Il Comune ebbe autonomia amministrativa nel 1849 (entrata in vigore nel 1852), chiamandosi Fogliano di Monfalcone. Mantenne questa denominazione fino al 1939, quando dopo il primo conflitto mondiale, in seguito alla costruzione del sacrario militare monumentale, Redipuglia divenne un nome famoso, e quindi l'amministrazione comunale chiese che tale nome comparisse ufficialmente accanto a quello del capoluogo, cosa che avvenne per decreto regio.
In sloveno i nomi delle tre località sono Foljan, Redipulja e Polač.

## Storia
Nel comune nacquero all'inizio del '900 due medaglie d'oro al valor militare: Aldo Vidussoni, segretario del Partito nazionale fascista e Silvio Marcuzzi (nome di battaglia "Montes"), antifascista e partigiano italiano.
Negli anni successivi alla seconda guerra mondiale, la comunità di Fogliano Redipuglia accolse negli anni '40 e '50 molti esuli giuliano-dalmati.
Data la vicinanza (12 km) con l'allora confine jugoslavo (ora sloveno) fu costruito nel 1962 un cavalcavia ferroviario (i lavori di demolizione si sono conclusi nel 2016) che doveva servire come linea ferroviaria alternativa da utilizzare per i collegamenti con Venezia in caso di sfondamento jugoslavo a Gorizia, la ferrovia Cormons-Redipuglia.

### Simboli
Lo stemma e il gonfalone sono stati concessi con decreto del  presidente della Repubblica del 27 aprile 1964.
Nello stemma è rappresentato il Sacrario di Redipuglia con la sua scalea marmorea. Nel simbolo della Repubblica Veneta vincente sulla mezzaluna dei Turchi, si rievoca la fondazione da parte del Senato Veneto del fortilizio-cittadella di Fogliano, come avamposto a difesa dell'Isonzo all'epoca delle incursioni dei Turchi del 1470-1499. Il gladio spezzato, cinto di alloro, rende onore al sacrificio dei fanti della Terza Armata i cui corpi sono raccolti nel sacrario di Redipuglia.
Il gonfalone è un drappo di azzurro.

## Monumenti e luoghi d'interesse

### Architetture religiose

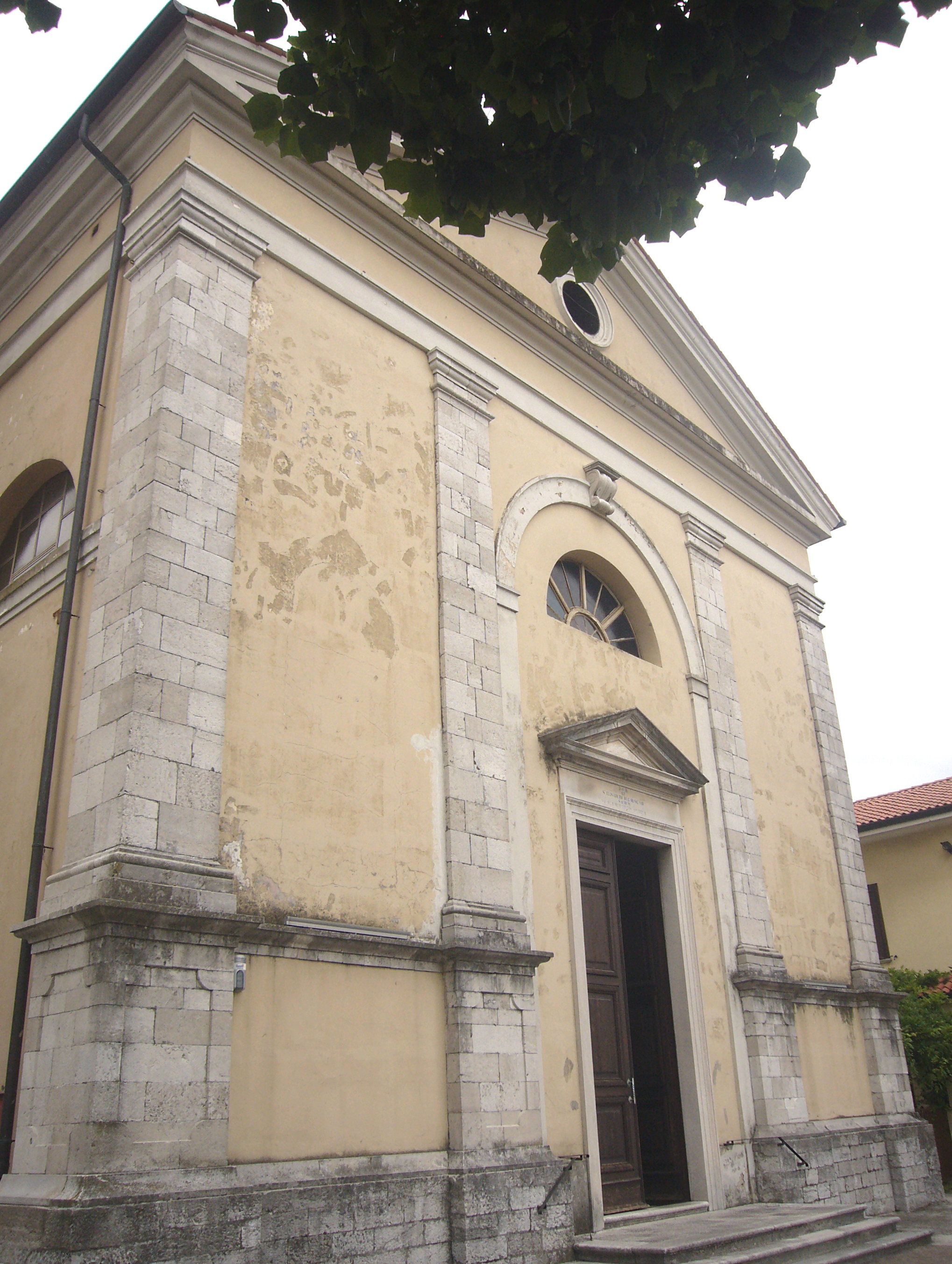
La chiesa di Sant'Elisabetta

- Chiesa di Santa Maria in Monte (1521) sul colle sopra Fogliano. Chiesa con affreschi cinquecenteschi, sorge sui resti di un fortino veneziano[11]. All'entrata in guerra dell'Italia nel primo conflitto mondiale il campanile (costruito nel 1815) fu distrutto dagli austriaci per motivi strategici.

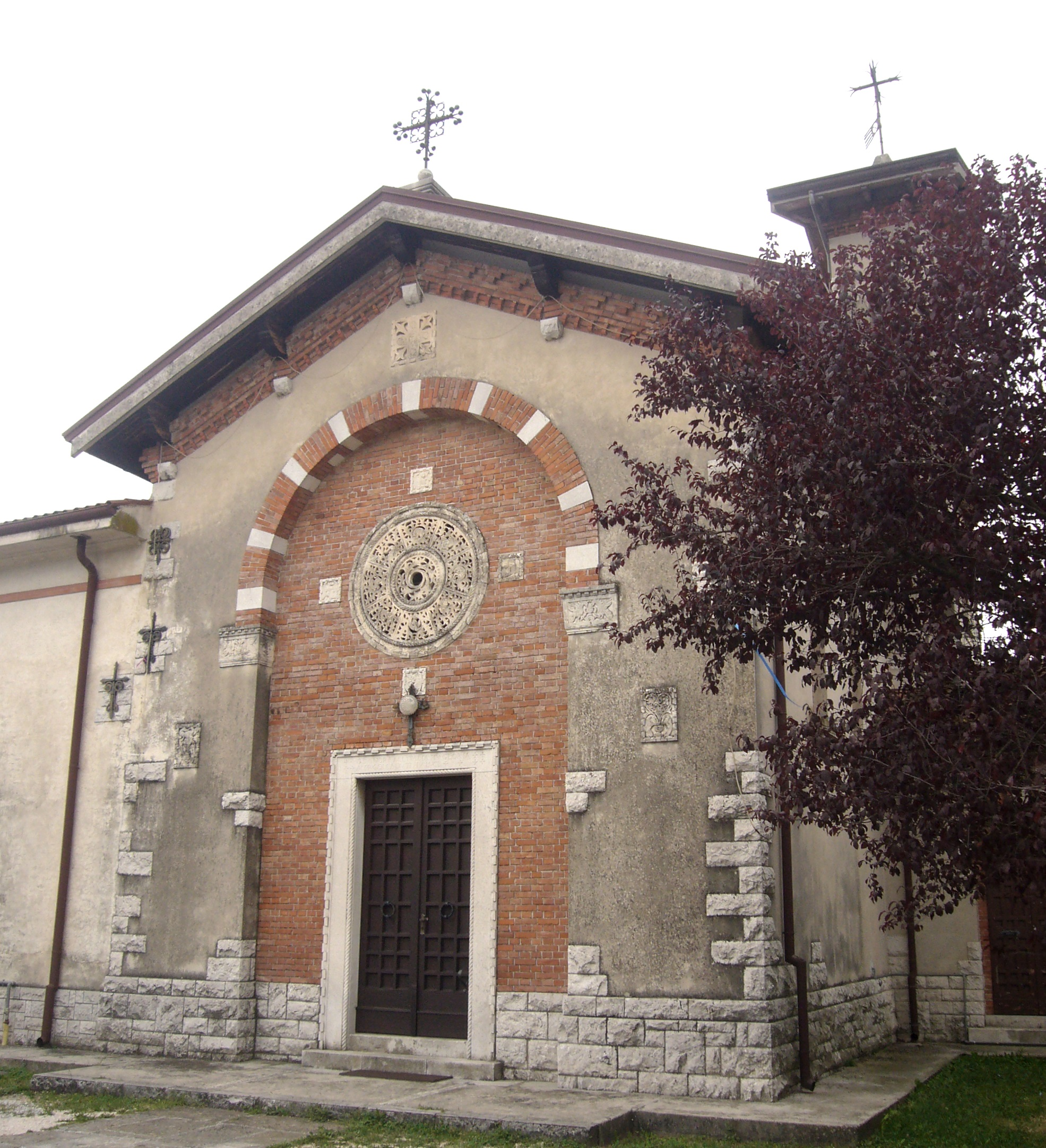
La chiesa di San Giacomo Apostolo

- Chiesa di Santa Elisabetta d'Ungheria (1900), chiesa di Fogliano. Possiede un organo Nachini del 1730[12] (il più antico organo esistente della provincia). All'interno è custodita la Madonna del Capitello, statua lignea della Madonna con Bambino, di origine trecentesca[13].
- Chiesa di San Giacomo Apostolo (1925 e ampliata nel 1975), chiesa di Redipuglia in sostituzione dell'antica chiesa cinquecentesca distrutta durante il primo conflitto mondiale.
- Chiesa di Sant'Agata (XVI sec.), chiesa di Polazzo.

### Architetture civili
- Regia stazione di Redipuglia (1936), opera di architettura ferroviaria del periodo fascista.

### Architetture militari
- Sacrario militare di Redipuglia (1938)[14]  dedicato ai caduti della Grande Guerra. Ideata dall'architetto Giovanni Greppi e dallo scultore Giannino Castiglioni, la gigantesca scalinata fu eretta sul fianco di una collina del Monte Sei Busi e vi sono deposte le salme di circa 100.000 militi deceduti nel corso del conflitto (di cui 60 000 ignoti), fra cui anche i resti del Duca d'Aosta e quelli di cinque generali.
- Parco della Rimembranza (1923) sul Colle Sant'Elia. Nasce come Cimitero degli Invitti della Terza Armata, il primo sacrario monumentale della zona per i caduti della Grande Guerra. Subì pesanti trasformazioni negli anni '30 fino all'attuale strutturazione (le salme furono traslate all'adiacente sacrario)[15]. Esclusi gli ingressi, il Colle ricade in gran parte nel territorio del Comune di San Pier d'Isonzo.
- Cimitero austro-ungarico di Fogliano, raccoglie le salme di 14 550 soldati dell'esercito austro-ungarico, provenienti dai vari cimiteri di guerra dimessi. Oltre a soldati ignoti, vi sono 2 550 soldati noti, ricordati con piccoli cippi di cemento sui quali vi è posizionata la lapide riportante le loro generalità[16].

### Aree naturali
- Alture di Polazzo, zona a tutela ambientale sul Carso goriziano denominata Area di Reperimento a Landa Carsica, all'interno del S.I.C. (Sito d'Importanza Comunitaria) dei Laghi di Doberdò e Pietrarossa.

## Società

### Evoluzione demografica
Abitanti censiti

### Etnie e minoranze straniere
Al 31 dicembre 2023 gli stranieri residenti nel comune sono 173, ovvero il 5,8% della popolazione. La comunità straniera più numerosa è quella proveniente dalla Romania con il 28,9% di tutti gli stranieri presenti sul territorio, seguita dalla Repubblica Popolare Cinese e dalla Bosnia-Erzegovina..

### Lingue e dialetti
Oltre alla lingua italiana, nel territorio di Fogliano Redipuglia è parlato il dialetto bisiaco, una parlata di tipo veneto innestatasi su un sostrato friulano.

## Cultura

### Biblioteche
La biblioteca comunale si trova in via Madonnina, 4 a Fogliano. Fa parte del Sistema bibliotecario della provincia di Gorizia, gestito dal Consorzio Culturale del Monfalconese e ha un patrimonio librario di circa 14.000 volumi. La struttura comprende anche la Sala Marizza (ospita esposizioni e concerti) e una sala conferenze e proiezioni.

### Scuole
Nel territorio comunale sono presenti 1 scuola dell'infanzia, 1 scuola primaria e 1 scuola secondaria di primo grado. Gli istituti fanno parte dell'Istituto comprensivo "Livio Verni" (che comprende le 7 scuole dei comuni di Fogliano Redipuglia, San Pier d'Isonzo e Sagrado). Vi è anche 1 asilo nido.

### Musei
- Museo della Grande Guerra di Redipuglia[21] all'interno dell'ex Casa della Terza Armata ai piedi del Colle Sant'Elia. Nato nel 1971, è composto da un atrio d'ingresso in cui è stata allestita una pianta topografica del fronte del Medio e Basso Isonzo e da quattro sale.
- Museo virtuale della Grande Guerra presso la Regia Stazione di Fogliano Redipuglia, inaugurato nel 2014[22].

### Eventi
- Marcia di Redipuglia (25 aprile), manifestazione podistica non competitiva[23] lungo la zona monumentale di Redipuglia[24].
- Maggio Musicale (maggio), manifestazione musicale che nasce dalla metà degli anni '90.
- 4 novembre, cerimonia presso il Sacrario Militare di Redipuglia in occasione della celebrazione della fine della prima guerra mondiale (1918), della giornata delle Forze Armate e della commemorazione del Milite Ignoto e di tutti i caduti durante la prima guerra mondiale ancora senza nome. Ogni anno un'alta carica dello stato presiede alla cerimonia.

## Geografia antropica

### Frazioni
Fogliano è situata a nord, quasi contigua a Sagrado; Redipuglia si trova nella parte meridionale del territorio, tra il colle Sant'Elia e l'autostrada A4; Polazzo è posta in posizione baricentrica, al di là della ferrovia.

## Amministrazione
Dal 1948 a oggi
| Periodo | Periodo   | Primo cittadino          | Partito                                                         | Carica  | Note |
| ------- | --------- | ------------------------ | --------------------------------------------------------------- | ------- | ---- |
| 1948    | 1956      | Rizzieri Achille Bertuso | lista civica                                                    | Sindaco |      |
| 1957    | 1961      | Egidio Fonda             | lista civica centrista Democrazie Unite (DC)                    | Sindaco |      |
| 1961    | 1976      | Luigi Galbiati           | lista civica (sinistra)                                         | Sindaco |      |
| 1976    | 1985      | Gino Zorzenon            | lista civica (sinistra)                                         | Sindaco |      |
| 1985    | 1990      | Flavio Brumat            | lista civica                                                    | Sindaco |      |
| 1990    | 1999      | Franco Gianni Visintin   | lista civica                                                    | Sindaco |      |
| 1999    | 2009      | Mauro Piani              | Lista Insieme (alleanza di Sinistra Democratica con DS, poi PD) | Sindaco |      |
| 2009    | 2018      | Antonio Calligaris       | Uniti per il paese - Lega Nord                                  | Sindaco |      |
| 2018    | 2023      | Cristiana Pisano         | Uniti per il paese - Lega Nord                                  | Sindaco |      |
| 2023    | in carica | Cristiana Pisano         | Uniti per il paese - Lega Nord                                  | Sindaco |      |

## Sport
Nella stagione 2008 il Rangers Redipuglia Baseball Club ha disputato il massimo Campionato italiano di baseball, retrocedendo al termine della stagione.